# Carlia isostriacantha
Carlia isostriacantha — вид сцинкоподібних ящірок родини сцинкових (Scincidae). Ендемік Австралії. Описаний у 2017 році.

## Опис
Тіло (не враховуючи хвоста) сягає 25-49 мм завдовжки.

## Поширення і екологія
Carlia isostriacantha мешкають в регіоні Кімберлі і на сусідніх островах, на крайній півночі Західної Австралії, а також зустрічаються на кордоні між Північною Територією і Квінслендом. Голотип походить з Національного парку Прінс-Ріджент.